# گلدن فلیس (کشتی تندرو)
گلدن فلیس (کشتی تندرو) (به انگلیسی: Golden Fleece (clipper)) یک کشتی است که طول آن 222 ft. LOA می‌باشد. این کشتی در سال ۱۸۵۵ ساخته شد.